# احمدپور، بیربهام
احمدپور، بیربهام (به انگلیسی: Ahmedpur, Birbhum) یک منطقهٔ مسکونی در هند است که در بنگال غربی واقع شده‌است.